# Beth Tweddle
Elizabeth "Beth" Kimberly Tweddle (Johannesburgo, Sudáfrica; 1 de abril de 1985) es una gimnasta artística inglesa retirada. Tweddle es campeona tres veces campeona del mundo en barras asimétricas, y tres veces campeona del mundo en suelo. Además fue medallista olímpica en Londres 2012 en la categoría de barras asimétricas.
Tweddle fue la primera gimnasta de Reino Unido en ganar una medalla en unos Juegos Olímpicos y en los campeonatos mundiales y europeos. Es la gimnasta británica más laureada de la historia, y es considerada la más exitosa de todos los tiempos.

## Biografía
Elizabeth Tweddle nació el 1 de abril de 1985 en Johannesburgo, Sudáfrica. Es hija de Jerry y Ann Tweddle, y tiene un hermano mayor, James. Con tan solo 18 meses, se mudó con su familia a Bunbury, Reino Unido.
Tras practicar diversos deportes en su tiempo libre, a los siete años empezó con la gimnasia en el Crewe and Nantwich Gymnastics Club. En 1997, con doce años, comenzó a entrenar con Amanda Reddin en el club City of Liverpool.
Tweddle estudió en el colegio para chicas Queen's School, situado en Chester. En 2007 se graduó en Ciencias deportivas por la Universidad John Moores de Liverpool.
En junio de 2018 se casó con Andy Allen en la iglesia de San Bonifacio situada cerca de su ciudad de residencia, Bunbury, tras comprometerse con él durante los Juegos Olímpicos de Río de Janeiro en 2016. En diciembre de 2018 se anunció que la ex-gimnasta estaba embarazada. Su primera hija, Freya Allen, nació el 16 de mayo de 2019.

## Carrera deportiva

### 2001
A finales de octubre, participó por primera vez en unos Campeonatos Mundiales. Junto al equipo británico se clasificó novena en la final por equipos. Individualmente terminó en la vigésimo cuarta posición en el all-around.

### 2002
En abril participó en el Campeonato Europeo de Gimnasia Artística celebrado en Patras, Grecia. Con el equipo británico se clasificó sexta en la final por equipos, mientras que ganó la medalla de bronce en la final de barras asimétricas, quedando por detrás de la rusa Svetlana Jorkina y la holandesa Renske Endel. Con esta medalla, Tweddle se convirtió en la primera gimnasta británica en conseguir una medalla en unos Campeonatos Europeos.
En julio compitió en los Juegos de la Mancomunidad que tuvieron lugar en Mánchester, Inglaterra. Junto al equipo inglés, ganó la medalla de plata en la final por equipos. Además, también se clasificó segunda en la final de barras asimétricas, solamente siendo superada por la canadiense Kate Richardson.
En los Mundiales de ese año celebrados en Debrecen, Hungría, logró una cuarta posición en la final de barras asimétricas.

### 2003
En agosto participó en el Campeonato Mundial de Anaheim, Estados Unidos. Tweddle consiguió su primera medalla mundial en la final de barras asimétricas, donde quedó tercera por detrás de las estadounidenses Hollie Vise y Chellsie Memmel.
A finales de año, participó en diversos eventos de la Copa del Mundo de Gimnasia. En octubre, en la competición celebrada en Glasgow, Reino Unido, ganó la medalla de oro en barras asimétricas y la medalla de bronce en la barra de equilibrio. En noviembre participó en la prueba que tuvo lugar en Stuttgart, Alemania, donde ganó la medalla de plata en barras asimétricas.

### 2004
Empezó la temporada competitiva en marzo, participando en el evento de la Copa del Mundo en Cottbus, Alemania. Ganó la medalla de oro en barras asimétricas con una puntuación de 9,587. A finales de ese mismo mes, volvió a conseguir el primer puesto en la final de asimétricas de la Copa del Mundo celebrada en Lyon, Francia.
En abril, formó parte del equipo del Reino Unido en el Campeonato Europeo de Ámsterdam, Holanda. Tweddle se clasificó undécima en la final individual, y ganó la medalla de plata en la final de barras asimétricas.

#### JJOO de Atenas 2004
Tweddle representó al Reino Unido en los Juegos Olímpicos de Atenas de 2004. En la final por equipos, ayudó a las británicas a conseguir una undécima posición. En el plano individual, se clasificó en la decimonovena posición con una puntuación combinada de 35,761.

### 2005
En 2005 participó en tres pruebas de la Copa del Mundo. En febrero, en Nueva York, Estados Unidos, se clasificó cuarta en asimétricas y tercera en suelo. En marzo, ganó la medalla de plata en asimétricas en la prueba realizada en París, Francia. En octubre, la última prueba de la Copa del Mundo en la que participó ese año, se clasificó primera en asimétricas y suelo, y tercera en barra de equilibrio.
En noviembre viajó a Melbourne, Australia, para participar en el Campeonato Mundial de Gimnasia. En la final individual, consiguió una puntuación de 36,936 que la llevó hasta la cuarta posición. Participó en la final de barras asimétricas, donde ganó la medalla de bronce, quedando por detrás de las estadounidenses Nastia Liukin y Chellsie Memmel.

### 2006
En marzo, debido a una lesión de en el tobillo derecho, no pudo competir en los Juegos de la Mancomunidad de ese año. Aun así, Tweddle se trasladó a Melbourne como capitana del equipo para apoyar a sus compañeras.
En abril, tras recuperarse de su lesión, participó en el Campeonato Europeo de Volos, Grecia, donde ganó la final de barras asimétricas. Tweddle se convirtió así, en la primera gimnasta británica de la historia en proclamarse campeona en unos europeos.
En julio compitió en el Campeonato Nacional Británico que tuvo lugar en Guildford, Reino Unido. Ganó la competición individual con una puntuación de 60,750. Además, también se clasificó en primer lugar en las finales de barras asimétricas, barra de equilibrio y suelo.
En octubre, volvió a capitanear al equipo británico en el Campeonato Mundial de Gimnasia de Aarhus, Dinamarca. Individualmente, se clasificó séptima en la final de all-around con una puntuación de 59,450. El 20 de octubre se proclamó campeona mundial en barras asimétricas con una puntuación de 16,200 y superando a la favorita, Nastia Liukin. Su medalla de oro fue la primera conseguida en un campeonato mundial para el Reino Unido.
A finales de año, Tweddle participó en dos pruebas de la Copa del Mundo celebradas en Glasgow y Sao Paulo, en las que consiguió clasificarse primera en las finales de barras asimétricas. Además, también logró una medalla de plata en el suelo.
Tweddle fue nominada a los premios BBC Sports Personality of the Year. Se convirtió en la primera gimnasta en ser nominada a estos premios deportivos.

### 2007
En enero de 2007, Tweddle pasó por el quirófano para someterse a una operación en el hombro. En abril, a pesar de no estar totalmente recuperada, participó en el Campeonato Europeo de Ámsteradam, Holanda y ganó la medalla de plata en la final de suelo.
En julio revalidó sus títulos de campeona nacional en all-around (el séptimo consecutivo) y barras asimétricas.
En el Campeonato Mundial de Stuttgart celebrado en septiembre, Tweddle ayudó al equipo británico a clasificarse en la séptima posición, cosa que significaba conseguir el billete para poder participar en los Juegos Olímpicos de 2008.

### 2008
Abrió la temporada de competición en abril, participando en el Campeonato Europeo de Clermont-Ferrand, Francia. En la final por equipos, solamente participó en la prueba de barras asimétricas, contribuyendo así a la sexta posición conseguida por el equipo británico. En las finales individuales, ganó la medalla de plata en suelo con una puntuación de 15,525, y se clasificó cuarta en la final de barras asimétricas anotando una puntuación de 15,475.
En junio participó en la final de barras asimétricas del Campeonato Nacional, donde acabó segunda. Tweddle no pudo competir en ningún otro aparato debido a una lesión de tobillo. Aun así, fue seleccionada para formar parte del equipo nacional que participaría en los Juegos Olímpicos de Pekín.

#### JJ. OO. de Pekín 2008
En agosto, Tweddle representó al Reino Unido en los Juegos Olímpicos de Pekín 2008. Contribuyó a la novena plaza del equipo británico con unas puntuaciones de 15,650 en barras asimétricas y 14,950 en suelo, quedándose a las puertas de poder participar en la final. Aun así, Tweddle sí se clasificó para la final de barras asimétricas, donde se clasificó cuarta con una puntuación de 16,625.

### 2009
Tras las Olimpíadas de Pekín, Tweddle decidió centrarse en entrenar sus ejercicios de barras asimétricas y suelo, y fijó como objetivo una medalla olímpica en 2012.
En abril, compitió en el Europeo de Milán, Italia, donde ganó las medallas de oro en las finales de barras asimétricas y suelo. En mayo, repitió la hazaña durante la Copa del Mundo celebrada en Glasgow, Reino Unido.
En octubre participó en el Campeonato Mundial de Londres. Tweddle anotó la cuarta mejor puntuación en suelo el día de las pruebas cualificatorias, posición que le permitió participar en la final. El 18 de octubre se proclamó campeona mundial de suelo tras obtener una puntuación de 14,650 y superar a la australiana Lauren Mitchell por una décima, y a la china Sui Lu por tres.

### 2010
En mayo, participó en el Campeonato Europeo de Birmingham representando al Reino Unido. El 1 de mayo contribuyó en el segundo puesto conseguido por el equipo británico, con unas puntuaciones de 15,850 en barras asimétricas y 14,925 en suelo. Individualmente, ganó la final de barras asimétricas con una puntuación de 15,850, y la de suelo con una puntuación de 14,825.
En octubre formó parte de la selección británica que participó en el Campeonato Mundial de Róterdam, Holanda. Con sus compañeras de equipo, se clasificó séptima en la final por equipos que tuvo lugar el día 20 de octubre. En el plano individual, Tweddle participó y ganó la final de barras asimétricas. Paralelamente, no pudo revalidar su título en suelo tras una caída durante las pruebas cualificatorias que la condenaron a la reserva.
El 31 de diciembre de 2009, fue nombrada miembro de la Orden del Imperio Británico (MBE) en categoría de civil por sus servicios a la gimnasia. Fue condecorada el 21 de mayo de 2010 por S.A.R, el príncipe Carlos de Gales en representación de la reina Isabel II.

### 2011
En abril compitió en el Campeonato Europeo de Gimnasia celebrado en Berlín, Alemania, a pesar de tener una pequeña lesión en la tibia. Allí revalidó la medalla de oro en barras asimétricas con una puntuación de 15,100, y superando a la rusa Tatiana Navieba y a la alemana Kim Bui. aun así, no pudo repetir su título en suelo ya que se clasificó cuarta en la final de dicho aparato.
En octubre formó parte del equipo británico que se desplazó a Tokio, Japón, para participar en el Campeonato Mundial celebrado en dicha ciudad. En la final por equipos, se clasificó quinta junto a sus compañeras británicas. Dicho puesto supuso la mejor posición conseguida nunca en unos mundiales por el equipo británico, y les permitió clasificarse como equipo para los Juegos Olímpicos del año siguiente. En las finales individuales, tuvo que conformarse con una séptima posición en la final de suelo.

### 2012

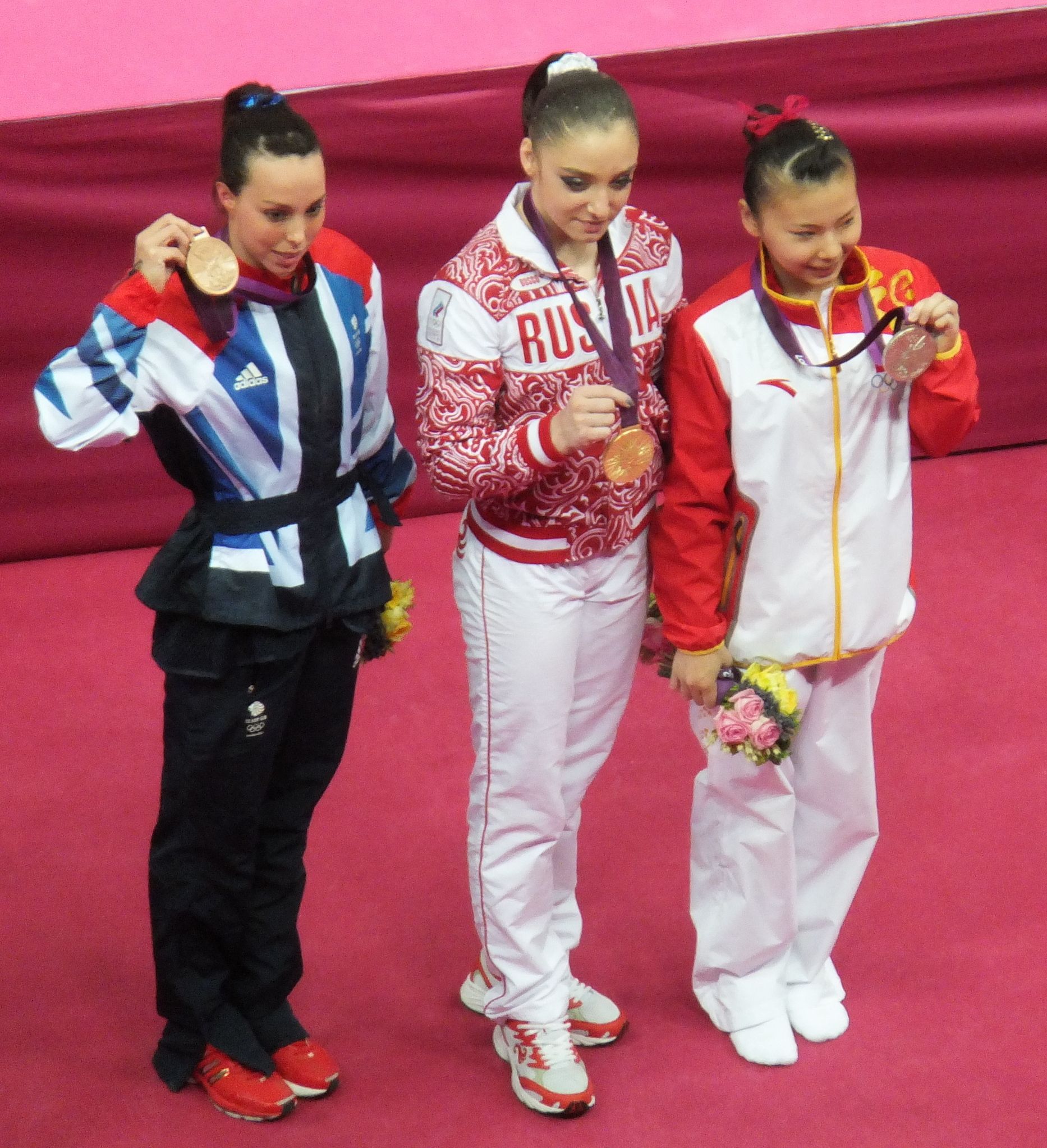
Tweddle con Aliyá Mustáfina y He Kexin en la final de barras asimétricas, el 6 de agosto de 2012 en Londres.

En marzo, Tweddle compitió un evento de la Copa Mundial en Doha, Catar. Ganó en la final de barras asimétricas con una puntuación de 15.175.
En abril, Tweddle tuvo que pasar por el quirófano para que le practicasen una cirugía mínimamente invasiva en la rodilla, pero que le impidió competir en los Campeonatos de Europa en mayo.
En junio compitió en el Campeonato Nacional Británico celebrado en Liverpool, Reino Unido. Allí ganó la final de barras asimétricas con una puntuación de 15.850.
A principios de julio, Tweddle fue seleccionada para representar al Reino Unido en los Juegos Olímpicos de 2012.

#### JJ. OO. de Londres 2012
A finales de julio compitió en los Juegos Olímpicos de 2012 en Londres, Reino Unido como integrante de la selección británica. En la final por equipos, Tweddle contribuyó al sexto puesto conseguido por las británicas con unas puntuaciones de 15,833 en barras asimétricas y 14,166 en suelo.
Individualmente, consiguió una medalla de bronce en la final de barras asimétricas con una puntuación de 15,916. Un mal aterrizaje tras un casi perfecto ejercicio en las barras asimétricas, hizo que su puntuación fuera más baja de la esperada y se clasificase por detrás de la rusa Aliyá Mustáfina y la china He Kexin.

### Retirada
El 6 de agosto de 2013, en el aniversario de la final de barras asimétricas de los Juegos de Londres en la que ganó la medalla de bronce, Tweddle anunció que se retiraba de la gimnasia de élite con 28 años. Así pues, la británica terminaba su carrera como deportista habiendo participado en tres Juegos Olímpicos y nueve Campeonatos Mundiales, siendo la gimnasta británica más condecorada de la historia con una medalla olímpica y cinco medallas mundiales.

## Televisión
En noviembre de 2009, participó en el séptimo episodio de la segunda temporada del programa Hole in the Wall del canal BBC One. En numerosas ocasiones ha participado en el programa de concursos deportivo A Question of Sport, emitido también en la televisión pública británica. Además, ha aparecido en numerosos programas de la televisión británica como BBC Breakfast, The One Show, Sunday Brunch, y Celebrity Chase, entre otros.
En noviembre de 2012, se anunció que Tweddle participaría la octava temporada del programa de la televisión británica ITV Dancing on Ice, que se estrenó el 6 de enero de 2013. Junto a su pareja, Daniel Whiston, se proclamó campeona del concurso el 10 de marzo de 2013, tras conseguir un 74,99% de apoyo del público en la final.
En enero de 2016, se confirmó que Tweddle concursaría en la tercera temporada del programa de deportes de invierno The Jump, de la cadena Channel 4. Durante la segunda semana del programa, Tweddle se rompió la espalda mientras entrenaba para el programa. Fue operada del cuello en Austria, lugar de grabación del programa. Debido al accidente y la posterior cirugía, Tweddle tuvo que pasar por un proceso de recuperación de casi dos años para volver a hacer vida normal.

## Medallero
| Año  | Competición                | Equipo | AA  | VT | UB     | BB     | FX     |
| ---- | -------------------------- | ------ | --- | -- | ------ | ------ | ------ |
| 2001 | Campeonato Nacional        |        | Oro |    |        |        |        |
| 2001 | Campeonato Mundial         | 9      | 24  |    |        |        |        |
| 2002 | Campeonato Europeo         | 6      | 14  |    | Bronce | 7      |        |
| 2002 | Campeonato Nacional        |        | Oro |    |        |        |        |
| 2002 | Juegos de la Mancomunidad  | Plata  |     |    | Plata  |        |        |
| 2002 | Campeonato Mundial         |        |     |    | 4      |        |        |
| 2003 | Campeonato Nacional        |        | Oro |    |        |        |        |
| 2003 | Campeonato Mundial         | 9      |     |    | Bronce |        |        |
| 2003 | Copa del Mundo, Glasgow    |        |     |    | Oro    | Bronce |        |
| 2003 | Copa del Mundo, Stuttgart  |        |     |    | Plata  |        |        |
| 2004 | Copa del Mundo, Cottbus    |        |     |    | Oro    |        |        |
| 2004 | Copa del Mundo, Lyon       |        |     |    | Oro    |        |        |
| 2004 | Campeonato Europeo         | 5      | 11  |    | Plata  |        |        |
| 2004 | Campeonato Nacional        |        | Oro |    |        |        |        |
| 2004 | Juegos Olímpicos           | 11     | 19  |    |        |        |        |
| 2005 | Copa del Mundo, Nueva York |        |     |    | 4      |        | Bronce |
| 2005 | Copa del Mundo, París      |        |     |    | Plata  |        | 7      |
| 2005 | Campeonato Nacional        |        | Oro |    |        |        |        |
| 2005 | Copa del Mundo, Glasgow    |        |     |    | Oro    | Bronce | Oro    |
| 2005 | Campeonato Mundial         |        | 4   |    | Bronce |        |        |
| 2006 | Campeonato Europeo         |        |     |    | Oro    |        |        |
| 2006 | Campeonato Nacional        |        | Oro |    | Oro    | Oro    | Oro    |
| 2006 | Campeonato Mundial         |        | 8   |    | Oro    |        | 4      |
| 2006 | Copa del Mundo, Glasgow    |        |     |    | Oro    |        | 7      |
| 2006 | Copa del Mundo, Sao Paulo  |        |     |    | Oro    |        | Plata  |
| 2007 | Campeonato Europeo         |        |     |    |        |        | Plata  |
| 2007 | Campeonato Nacional        |        | Oro |    | Oro    |        |        |
| 2007 | Campeonato Mundial         | 7      |     |    | 4      |        | 7      |
| 2007 | Copa del Mundo, Glasgow    |        |     |    | 7      |        | Oro    |
| 2008 | Campeonato Europeo         | 6      |     |    | 4      |        | Plata  |
| 2008 | Campeonato Nacional        |        |     |    | Plata  |        |        |
| 2008 | Juegos Olímpicos           | 9      |     |    | 4      |        |        |
| 2009 | Campeonato Europeo         |        |     |    | Oro    |        | Oro    |
| 2009 | Copa del Mundo, Glasgow    |        |     |    | Oro    |        | Oro    |
| 2009 | Campeonato Nacional        | Oro    |     |    |        |        |        |
| 2009 | Campeonato Mundial         |        |     |    | 16     |        | Oro    |
| 2010 | Copa del Mundo, París      |        |     |    | Plata  |        | Oro    |
| 2010 | Campeonato Europeo         | Plata  |     |    | Oro    |        | Oro    |
| 2010 | Campeonato Nacional        |        |     |    | Oro    |        |        |
| 2010 | Campeonato Mundial         | 7      |     |    | Oro    |        | 17     |
| 2011 | Campeonato Europeo         |        |     |    | Oro    |        | 4      |
| 2011 | Campeonato Nacional        | Oro    |     |    | Oro    |        | Oro    |
| 2011 | Campeonato Mundial         | 5      |     |    | 13     |        | 7      |
| 2012 | Copa del Mundo, Doha       |        |     |    | Oro    |        |        |
| 2012 | Campeonato Nacional        |        |     |    | Oro    |        |        |
| 2012 | Juegos Olímpicos           | 6      |     |    | Bronce |        |        |